# 米穀年度
| 米穀年度   | 始期                      | 終期                       |
| ---------- | ------------------------- | -------------------------- |
| 平成22年度 | 2009年（平成21年）11月1日 | 2010年（平成22年）10月31日 |
| 平成23年度 | 2010年（平成22年）11月1日 | 2011年（平成23年）10月31日 |
| 平成24年度 | 2011年（平成23年）11月1日 | 2012年（平成24年）10月31日 |
| 平成25年度 | 2012年（平成24年）11月1日 | 2013年（平成25年）10月31日 |

米穀年度（べいこくねんど）とは、日本で米穀の取り引きに関わる年度のことである。11月1日から10月31日までの1年間を区切りとするが、日本の米穀年度は、会計年度のように年度初めの属する月の暦年ではなく、年度末の属する月の暦年がその年度となるので、前年11月1日から当年10月31日までとなる点に注意を要する。例えば、平成22年（2010年）11月1日から翌年の平成23年（2011年）10月31日までの米穀年度は、年度末である10月31日の属する月の暦年すなわち平成23年度（2011年度）ということになる。
米は日本の主食であるため、日本の行政機関の1つである農林水産省が食糧管理法に基づき、その生産や流通までを長らくのあいだ一貫して管理してきた。米穀年度は収穫を基準にした年度であり、かつては米の収穫が11月ごろから始められていたため、11月1日が年度の始まりとされた。しかし、今日では収穫時期が早期化して9〜10月には収穫が終わっており、実情に合わなくなっている。